# Gestaltungsspielraum
Mit Gestaltungsspielraum (oder Gestaltungsfreiheit) werden für ein Rechtssubjekt durch Rechtsnormen eingeräumte Entscheidungsmöglichkeiten bezeichnet.

## Recht
Verfassungen setzen dem Gesetzgeber Schranken, Gesetze zu gestalten, so dass einerseits feste Vorgaben durch das Bestimmtheitsgebot und andererseits Freiräume anhand der Einschätzungsprärogative bestehen; dies umfasst damit den Gestaltungsspielraum des Gesetzgebers.
Die Rechtsprechung weist regelmäßig auf den Gestaltungsspielraum des Gesetzgebers hin.
Der Gesetzgeber verwendet nur in § 6a Abs. 3 AgrarMSG den Rechtsbegriff des Gestaltungsspielraums, ohne diesen legal zu definieren.
Auch jedes einzelne Rechtssubjekt kann innerhalb einer Rechtsordnung Gestaltungsspielräume nutzen, insbesondere im Handelsrecht und Steuerrecht wird häufig von Gestaltungsspielräumen gesprochen. So kann z. B. der Gesellschafter eine durch Gesetz vorgegebene Rechtsform frei wählen und die Ausgestaltung durch einen Gesellschaftsvertrag im Rahmen dieser Rechtsform gestalten.
Der Gesellschafter und alle anderen Vertragsparteien können im Rahmen der Vertragsfreiheit von ihrem Recht auf freie Vertragsgestaltung Gebrauch machen.
Der EuGH befasste sich mehrfach mit dem Gestaltungsspielraum der EU-Mitgliedstaaten. So liegt keine Überschreitung des Gestaltungsspielraums der
Bundesrepublik Deutschland vor, wenn die Regelung im Rundfunkstaatsvertrag zur Medienvielfaltssicherung und das deshalb eingeführte Regionalwerbeverbot in bestimmten Programmen keine Anwendung auf alle Anbieter audiovisueller kommerzieller Kommunikation findet. Generell gilt dem EuGH zufolge, dass der Gestaltungsspielraum der EU-Mitgliedstaaten nicht dazu führen dürfe, dass ein tragender Grundsatz des Gemeinschaftsrechts verletzt werde.

## Wirtschaft und Politik
In Wirtschaft und Politik werden ebenso Gestaltungsspielräume bezeichnet, in dessen Rahmen z. B. Vorstände von Gesellschaften oder z. B. Abgeordnete entscheiden können.
Auch die vernünftige kaufmännische Beurteilung, der Beurteilungsspielraum bei der Bewertung und die legale Bilanzkosmetik sind im Rechnungswesen und bei der Bilanzierung häufig genutzte Gestaltungsspielräume.

## Architektur
In der Architektur wird von Gestaltungsspielräumen bei Ausschreibungen und Bauvorhaben gesprochen, in welchem Rahmen und unter welchen Vorgaben ein Bauwerk errichtet werden kann, so dass der Architekt in diesem Gestaltungsspielraum frei und kreativ seine Entwürfe gestalten kann.